# Maksencijeva bazilika
Maksencijeva in Konstantinova bazilika (italijansko Basilica di Massenzio), včasih znana kot bazilika Nova ali Maksencijeva bazilika, je starodavna stavba v Rimskem forumu v Rimu, Italija. To je bila največja zgradba v Forumu.

## Zgodovina
V antičnem Rimu je bila bazilika pravokotna stavba z velikim osrednjim odprtim prostorom in pogosto z dvignjeno apsido na skrajnem koncu od vhoda. Bazilike so služile različnim funkcijam, vključno s kombinacijo sodišča, zbornice in dvorane za sestanke. Lahko so bili v nišah v stenah nameščeni številni kipi bogov. Pod Konstantinom in njegovimi nasledniki je bila ta vrsta zgradbe izbrana kot osnova za oblikovanje večjih prostorov krščanskega bogoslužja, verjetno zato, ker je imela oblika bazilike manj poganskih elementov kot tiste v tradicionalnih grško-rimskih templjih  in so omogočale veliko število občestva. Kot rezultat gradbenih programov krščanskih rimskih cesarjev je pojem bazilika kasneje v veliki meri sinonim za veliko cerkev ali stolnico.
Gradnja se je začela na severni strani foruma pod cesarjem Maksencijem leta 308, leta 312 pa jo je končal Konstantin I. po porazu Maksencija v bitki na Milvijskem mostu . Stavba je stala blizu Templja miru, ki je bil takrat verjetno zanemarjen in Templja Venere in Rima, katerih rekonstrukcija je bila del Maksencijevega posredovanja.
Konstantin je baziliko našel nedokončano in se je odločil za nadaljevanje dela, vendar s spremembo prvotnega projekta. Novo os sever-jug je ustvaril z novim vhodnim portikom na Sveti poti na jug, nasprotno pa na severni strani, z drugo apsido, veliko kot prva (15 metrov široka). Polkrožna Konstantinova apsida je vsebovala šestnajst pravokotnih kvadratov v dveh vrstah, s podstavkom v sredini. Od ladje ga je ločilo ogredje, ki je ležalo na dveh marmornih stebrih, tako da je nastalo nekakšno dvorišče. Kar zadeva Maksencijevo apsido, je Konstantin tam postavil kolosalni kip samega sebe v bronu in marmorju. Tudi Konstantin je notranjost bazilike v celoti obložil z ogromnimi opusi v barvnem marmorju.
Barva stavbe, preden je bila uničena, je bila bela. Stavba je bila sestavljena iz osrednje ladje, pokrite s tremi banjastimi oboki, ki so se dvigali 39 metrov nad tlemi na štirih velikih slopih, in se končala z apsido na zahodnem koncu, ki je vsebovala ogromen kip Konstantina I. (ostanki katerega so zdaj na dvorišču Palazzo dei Conservatori, Kapitolskega muzeja). Bočne sile obokov so bile prenesene na stranske ladje velikosti 23 x 17 metrov. Nad njimi so bili trije polkrožni oboki, ki so bile pravokotni na glavno ladjo, ozke arkade pa so potekale vzporedno z ladjo pod banjastimi oboki. Že sama ladja je merila 25 metrov in 80 metrov, kar je ustvarilo 2000 kvadratnih metrov tal. Bazilika je, tako kot velike cesarske terme, s svojim čustvenim učinkom uporabljale obsežen notranji prostor. Dolžina vzhodne stene stavbe je bila projicirana arkada. Na južni strani je bila štrleča veranda (prostil) s štirimi stebri (tetrastil).
Južni in osrednji odseki so bili verjetno uničeni zaradi potresa 847. Leta 1349 se je drug potres zrušil obok ladje. Edinega od osmih 20-metrskih stebrov, ki so preživeli potres, je leta 1614 prinesel papež Pavel V. na Piazza Santa Maria Maggiore. Od bazilike je danes ostal le še severni prehod s tremi betonskimi oboki. Stropi banjastih obokov prikazujejo napredne konstrukcijske spretnosti, ki zmanjšujejo težo z osmerokotnimi stropnimi kasetami.
Na zunanji steni bazilike, obrnjeni proti via dei Fori Imperiali, so sodobni zemljevidi, ki prikazujejo različne faze vzpona rimskega imperija, ki so bili dodani v času fašističnega režima Benita Mussolinija. Zemljevid, ki je prikazoval Mussolinijevo »novo rimsko cesarstvo«, je bil po vojni odstranjen. Tu so se v času poletnih olimpijskih iger leta 1960 odvijale borilne tekme.

## Material
Rimljani so pri gradnji tako velikih obokov izvedli eno svojih številnih mojstrovin na področju arhitekture. Tloris in stensko konstrukcijo Maksencijeve bazilike je Carlo Maderno v letih 1607–1614 uporabil kot model za gradnjo dolge ladje bazilike svetega Petra (45 metrov višina oboka). Za marmornate dele ogredja so bile delno ponovno uporabljene spolije (ostanki) starejših antičnih velikih zgradb.

## Inženiring
Maksencijeva bazilika je imela elemente rimskih term in tipične rimske bazilike. V tistem času je uporabljala najsodobnejše tehnike inženiringa, vključno z inovacijami, ki so jih vzeli iz Trajanove tržnice in Dioklecijanovih term.
Podobno kot številne bazilike takrat, kot je bazilika Ulpijcev, je bil v Maksencijevi baziliki velik odprt prostor v osrednji ladji. Namesto stebrov, ki bi podpirali strop, kot v drugih bazilikah, so bili zgrajeni oboki, veliko bolj pogosti v rimskih termah. Druga razlika od tradicionalnih bazilik je bila streha strukture. Medtem ko je bila prva zgrajena z ravno streho, je bila v tu zgrajena streha z več strešinami, kar je zmanjšalo celotno težo konstrukcije in zmanjšalo vodoravne sile na zunanje oboke. 

## Galerija
- Rekonstrukcija tlorisa.
- Detajl kasetiranih obokov iz betona
- John Goldicutt, Pogled na Rim, 1820. Akvarel čez svinčnik. Huntington Library, Art Collections, and Botanical Gardens,

## Druga literatura
- Kurt Weitzmann, ed., Age of spirituality: late antique and early Christian art, third to seventh century, no. 103, 1979, Metropolitan Museum of Art, New York, ISBN 9780870991790; full text available online from The Metropolitan Museum of Art Libraries